# Rodolfo Arruabarrena
Rodolfo Martín Arruabarrena (Buenos Aires, 20 de julho de 1975) é um ex-futebolista argentino e treinador de futebol. Atualmente é técnico do Shabab Al Ahli.

## Carreira
El Vasco, como era conhecido (em alusão ao sobrenome basco), é um dos maiores ídolos do Boca Juniors, clube do qual já era torcedor na infância e vinha das categorias inferiores. Debutou pelos xeneizes já em 1992, mas só se consolidaria com a chegada de Carlos Bianchi, já em 1998, tendo chegado a ser emprestado antes ao Rosario Central.
Considerado um lateral firme, mas limpo, com segurança na saída de bola, foi vital no início do glorioso período de Bianchi no Boca, participando da recordista série de invencibilidade boquense de 40 jogos e de dois títulos argentinos seguidos, além da Taça Libertadores da América de 2000. Na decisão continental, teve seu maior momento individual no Boca: foi dele os dois gols boquenses no jogo de ida, em La Bombonera, em um complicado empate de 2 x 2 com o Palmeiras que permitiu ao Boca ter esperanças na segunda partida.
Após o título, foi jogar no ascendente Villarreal, participando do melhor momento da equipe espanhola. No Submarino Amarillo, jogou sete anos, chegando a atuar ao lado dos compatriotas Martín Palermo, Gustavo Barros Schelotto, Juan Román Riquelme e Luciano Figueroa - os três primeiros, ex-colegas de Boca e a quase disputar a final da Liga dos Campeões da UEFA de 2006, em que o Villarreal esteve a um pênalti desperdiçado de chegar à decisão.
Após uma passagem infrutífera no AEK Atenas, regressou à Argentina em 2007, para jogar no recém-promovido Tigre, onde também integrou grande momento de um clube seu: a equipe terminou vice-campeã do Apertura 2007, quatro pontos atrás do campeão Lanús. Um ano depois, no Apertura 2008, os rubroazuis voltaram a ficar perto de uma inédita conquista, integrando o triangular final com San Lorenzo e Boca (os três haviam terminado empatados em pontos na liderança). O Tigre voltou a ficar no vice-campeonato: Arruabarrena chegou a vencer seu ex-time por 1 x 0, mas o Boca terminou campeão por ter feito um gol a mais no triangular.
Em 2010, El Vasco deixou a equipe de Victoria e foi jogar no Chile, faturando o campeonato nacional pelo Universidad Católica, onde se aposentou. Em 2011, voltou ao Tigre, agora como treinador. 

## Títulos

### Como jogador
Boca Juniors
- Campeonato Argentino: Apertura 1998 e Clausura 1999
- Taça Libertadores da América: 2000
- Copa Ouro: 1993
- Copa Master da Supercopa: 1992

Universidad Católica
- Campeonato Chileno: 2010

### Como treinador
Boca Juniors
- Campeonato Argentino: 2015
- Copa Argentina: 2014–15